# Gabriela Zabavníková
Gabriela Zabavníková (* 3. September 1983, verheiratete Gabriela Kaduková) ist eine slowakische Badmintonspielerin.

## Karriere
Gabriela Zabavníková siegte 1998 erstmals bei den slowakischen Meisterschaften den Junioren und ebenfalls zum ersten Mal bei den Erwachsenen. Drei weitere Juniorentitel folgten bis 2001, acht weitere bei den Erwachsenen bis 2012.

## Sportliche Erfolge
| Saison | Veranstaltung                                | Disziplin   | Platz | Name                                       |
| ------ | -------------------------------------------- | ----------- | ----- | ------------------------------------------ |
| 1998   | Slowakei: Einzelmeisterschaften der Junioren | Damendoppel | 1     | Kvetoslava Orlovská / Gabriela Zabavníková |
| 1998   | Slowakei: Einzelmeisterschaften              | Damendoppel | 1     | Kvetoslava Orlovská / Gabriela Zabavníková |
| 2000   | Slowakei: Einzelmeisterschaften der Junioren | Dameneinzel | 1     | Gabriela Zabavníková                       |
| 2000   | Slowakei: Einzelmeisterschaften              | Dameneinzel | 1     | Gabriela Zabavníková                       |
| 2000   | Slowakei: Einzelmeisterschaften              | Damendoppel | 1     | Kvetoslava Orlovská / Gabriela Zabavníková |
| 2001   | Slowakei: Einzelmeisterschaften der Junioren | Dameneinzel | 1     | Gabriela Zabavnikova                       |
| 2001   | Slowakei: Einzelmeisterschaften der Junioren | Damendoppel | 1     | Gabriela Zabavníková / Barbora Bobrovská   |
| 2001   | Slowakei: Einzelmeisterschaften              | Dameneinzel | 1     | Gabriela Zabavníková                       |
| 2002   | Slowakei: Einzelmeisterschaften              | Damendoppel | 1     | Kvetoslava Orlovská / Gabriela Zabavníková |
| 2003   | Slowakei: Einzelmeisterschaften              | Dameneinzel | 1     | Gabriela Zabavníková                       |
| 2003   | Slowakei: Einzelmeisterschaften              | Damendoppel | 1     | Zuzana Orlovská / Gabriela Zabavníková     |
| 2007   | Slowakei: Einzelmeisterschaften              | Mixed       | 1     | Vladimír Turlík / Gabriela Zabavníková     |
| 2008   | Slowakei: Einzelmeisterschaften              | Damendoppel | 1     | Júlia Turzáková / Gabriela Zabavníková     |
| 2012   | Slowakei: Einzelmeisterschaften              | Damendoppel | 1     | Júlia Turzáková / Gabriela Zabavníková     |